# Кудрявцев Сергій Олександрович
Сергій Олександрович Кудрявцев (1903 , Бежецький повітd, Тверська губернія  — 25 січня 1938 , Москва ) — радянський партійний діяч, 1-й секретар Харківського і Київського обкомів КП(б)У, 2-й секретар ЦК КП(б)У. Член ЦК КП(б)У (січень 1937 — січень 1938). Член Політбюро ЦК КП(б)У (січень 1937 — січень 1938). Член Оргбюро ЦК КП(б)У (червень 1937 — січень 1938).
Жертва Великого терору.

## Біографія
Народився 1903 року в родині власника водяного млина в селі Ниви Бежецького повіту, тепер Тверської області, Росія. У 1912 році закінчив початкову школу в селі Нивах, а у 1919 році — шість класів Бежецького реального училища. Член комсомолу з 1918 року.
У серпні 1919 — березні 1920 року — голова Бежецького повітового комітету комсомолу (РКСМ) Тверської губернії.
Член РКП(б) з листопада 1919 року.
У квітні — червні 1920 року — червоноармієць Українського запасного полку РСЧА в місті Харкові. У червні — жовтні 1920 року — секретар Харківського повітового комітету комсомолу (КСМУ). У жовтні 1920 — травні 1921 року — відповідальний секретар Харківського губернського комітету комсомолу (КСМУ).
У травні — жовтні 1921 року — завідувач організаційного відділу ЦК комсомолу (КСМ) Вірменії. У жовтні 1921 — лютому 1922 року — відповідальний секретар Абхазького обласного комітету комсомолу (РКСМ). У лютому — жовтні 1922 року — завідувач організаційного відділу Закавказького крайового комітету комсомолу (РКСМ) у місті Тифлісі.
У жовтні 1922 — жовтні 1923 року — завідувач організаційного відділу Уральського бюро комсомолу (РКСМ) у місті Єкатеринбурзі. У жовтні 1923 — травні 1924 року — відповідальний інструктор ЦК РЛКСМ (комсомолу) в Москві.
У травні 1924 — вересні 1926 року — секретар Вінодєленського районного комітету ВКП(б) Ставропольського округу.
У вересні — грудні 1926 року — червоноармієць 24-ї важкої артилерійської дивізії у Тифлісі.
У грудні 1926 — травні 1927 року — інструктор Тифліського комітету КП(б) Грузії. У травні 1927 — грудні 1928 року — завідувач організаційного відділу 4-го міського районного комітету КП(б) Грузії міста Тифліса. У грудні 1928 — квітні 1929 року — заступник завідувача організаційного відділу Тифліського комітету КП(б) Грузії.
У квітні 1929 — серпні 1930 року — відповідальний секретар Південно-Осетинського обласного комітету КП(б) Грузії.
У серпні 1930 — лютому 1932 року — відповідальний секретар Керченського міського комітету ВКП(б) Кримської АРСР.
У лютому 1932 — лютому 1933 року — завідувач організаційного відділу Закавказького крайового комітету ВКП(б) у місті Тифлісі.
У лютому 1933 — лютому 1934 року — завідувач організаційного відділу ЦК КП(б) Азербайджану у місті Баку. Одночасно у лютому — вересні 1933 року — секретар ЦК КП(б) Азербайджану, у вересні — грудні 1933 року — 3-й секретар ЦК КП(б) Азербайджану, у грудні 1933 — лютому 1934 року — 2-й секретар ЦК КП(б) Азербайджану.
У лютому 1934 — вересні 1936 року — 2-й секретар Закавказького крайового комітету ВКП(б).
У вересні 1936 — січні 1937 року — 1-й секретар Харківського обласного і міського комітетів КП(б)У.
16 січня — вересень 1937 року — 1-й секретар Київського обласного комітету КП(б)У. Одночасно у квітні — вересні 1937 року — 1-й секретар Київського міського комітету КП(б)У.
26 вересня 1937 — 17 жовтня 1937 року (офіційно — 27 січня 1938 року) — 2-й секретар ЦК КП(б) України.
13 жовтня 1937 року заарештований. 25 квітня 1938 року розстріляний і похований біля селища Комунарка Московської області.